# Theodor Hartig
Theodor Hartig (Dillenburg, 21 de febrero de 1805 - Brunswick, 26 de marzo de 1880, ) fue un naturalista forestal, micólogo alemán. Era padre de Heinrich Hartig (1839-1901) e hijo de Georg Ludwig Hartig (1764-1837).

## Biografía
Era aborigen de Dillenburg. Finalizó sus estudios en la Universidad Humboldt de Berlín (1824-1827), y fue sucesivamente conferencista y profesor de silvicultura en la Universidad de Berlín (1831-1838) y en el Carolinum, en Brunswick.
Fue descubridor y nombrante de las células de tubo criboso (como Siebfasern - fibras cribosas y Siebröhren - tubos cribosos) en 1837. Describió muchas especies de avispas de agallas.

## Algunas publicaciones
- 1836. Forstliches und forstnaturwissenschaftliches Conversations-Lexicon. Georg Ludwig Hartig & Theodor Hartig.[2]
- 1840. Über die Familie der Gallwespen. Zeitschrift für die Entomologie, ed. von E.F. Germar, 2:176–209.
- 1840. Naturgeschichte der Gallwespen. Z. Ent. ed. de E.F. Germar, v. 2, fasc. 1, p. 176–209
- 1841. VIII. Erster Nachtrag zur Naturgeschichte der Gallwespen. Z. Ent. ed. de E.F. Germar, v. 3, fasc. 2, p 322–358.
- 1843. X. Zweiter Nachtrag zur Naturgeschichte der Gallwespen. Z. Ent. ed. de E.F. Germar, v. 4, fasc. 2: 395–422. – F. Fleischer, Leipzig.
- 1851. Vergleichende Untersuchungen über den Ertrag der Rotbuche 2ª ed.
- 1860. Die Aderflügler Deutschlands 2ª ed.
- 1866. Examinatorium den Waldbau betreffend.[3]
- 1877 Luft-, Boden- und Pflanzenkunde in ihrer Anwendung auf Forstwirtschaft und Gartenbau, bearbeitet von Theodor Hartig für alle Freunde und Pfleger der wissenschaftlicher Botanik.[4]
- 1878. Anatomie und physiologie der holzpflanzen. Dargestellt in der entstehungsweise und im entwickelungsverlaufe der einzelzelle, der zellsysteme, der pflanzenglieder und der gesammtpflanze.[5]

En colaboración con su padre, Georg Ludwig Hartig, publicó Forstliches und naturwissenschaftliches Konversationslexikon. La undécima edición de Lehrbuch für Förster de su padre, cuyas reimpresiones posteriores revisó, se publicó en 1877.

## Epónimos
- Phellinus hartigii